# 梅小青
梅小青（英語：Mui Siu Ching，1953年9月27日—），人稱「小青姐」，前香港無綫電視製作部（戲劇合拍）總監，早年曾於麗的電視及其後的亞洲電視擔任劇集編導及監製。

## 背景
梅小青早年在九龍洗衣街居住，曾就讀香港漢文師範同學會附屬學校和德明中學，與胞弟及胞妹皆為前者的畢業生。中學畢業後，梅小青曾入選德明中學校友會的會長及理監事選舉幹事名單。此外，讀書成績優異的她在中學畢業後被校方保送到台灣留學。因為不想入讀一般香港與台灣皆有的學科，便選讀國立臺灣藝術專科學校三年制廣播電視科文憑課程，並逐漸對影視行業產生興趣。她其後在1976年入職麗的電視，1987年轉往香港無綫電視擔任劇集監製，在她監製的劇集亦多不勝數，《今生無悔》、《原振俠》、《洛神》、《絕世好爸》、《青出於藍》、《法證先鋒系列》、《宮心計系列》、《公主嫁到》等多套著名經典劇集，引發的迴響各有不同，因此有金牌監製之稱。其胞妹是香港電視藝員梅小惠，丈夫是同為電視劇集監製的劉家豪。
梅小青曾經捧紅了黎明等演員，歐陽震華、陳豪、馬浚偉、郭可盈、蒙嘉慧、佘詩曼、鍾嘉欣、马国明、林文龍、楊怡、梅小惠、向海嵐、秦沛、蕭正楠、阮兆祥、郭少芸、曾偉權（已故）、黃嘉樂等是她的御用演員。
2012年3月23日，梅小青正式離開無綫電視，結束了25年與無綫電視之賓主關係，與丈夫劉家豪一起轉投Now寬頻電視、汤臣国际娱乐、丰盛华艺娱乐三方投资建立的大国丰臣擔任副總經理和總經理，而《當旺爸爸》是其離開前的最後作品。2016年，與丈夫又回巢到無綫電視，並透露已在筹备《宫心計》的续集：《宫心計2深宫計》，于9月下旬接受电台节目偶然马浚伟访问。
實際上，七十年代梅小青更曾客串古裝劇《七武器之孔雀翎》，扮演李影的童年。中學時期亦是樂隊的鼓手。
2018年職位名稱由「製作部戲劇組製作總監」改為「製作部（戲劇合拍）總監」，2020年2月宣佈以健康問題為由退休，《法證先鋒IV》為其告別作，後轉為行政成員。
在任監製／國內總導演時期（2000年代至今），常用主演演員有趙靜儀（13部）；曾偉權、陳豪（7部）；李美慧（6部）；謝雪心、馬國明、蕭正楠、郭少芸（5部）；李施嬅、康華、馬浚偉、歐陽震華、黃嘉樂、鍾嘉欣（4部）；胡定欣、佘詩曼、阮兆祥、楊怡、蒙嘉慧、林文龍、向海嵐、秦沛（3部）；黃浩然、陳煒、張文慈、黎耀祥、郭可盈、郭羨妮、梅小惠（2部）。

## 特色

### 風格
梅小青認為電視劇是普羅大眾會接觸到的事物，故此，她所監製的電視劇都以情和善為中心。著名例子：法證先鋒系列，宮心計系列

### 御用編審
梅小青所監製作品與編審如梁敏華等合作較多。

## 監製列表

### 電視劇（麗的電視/亞洲電視）
| 首播   | 劇名                        |
| 1981年 | 阿啦担梯                    |
| 1982年 | 愛情跑道                    |
| 1982年 | 凹凸神探                    |
| 1982年 | 老婆愈老愈可愛              |
| 1983年 | 家姐、細佬、飛髮舖 第二輯   |
| 1983年 | 邊緣十八                    |
| 1983年 | 洋蔥花                      |
| 1983年 | 阿SIR阿SIR                  |
| 1984年 | 小生也瘋狂                  |
| 1984年 | 毋忘我                      |
| 1984年 | 101拘捕令第二輯之熱線 999   |
| 1984年 | 101拘捕令第三輯之勇敢新世界 |
| 1985年 | 住家男人                    |
| 1985年 | 三世人                      |
| 1986年 | 滿堂紅                      |
| 1986年 | 通靈                        |
| 1986年 | 柔情點38                    |

### 電視劇（無綫電視）
- 1987年：《人海綠皮書》
- 1988年：《飛躍霓裳》
- 1989年：《決戰皇城》 《淘氣雙子星》 《回到唐山》
- 1990年：《茶煲世家》 《天上凡間》
- 1991年：《今生無悔》
- 1992年：《破繭邊緣》 《兄兄我我》
- 1993年：《原振俠》
- 1994年：《成日受傷的男人》 《異度凶情》 《豪門插班生》
- 1995年：《娛樂插班生》
- 1997年：《當女人愛上男人》 《樂壇插班生》 《廉政追緝令》
- 1998年：《師奶強人》 《外父唔怕做》
- 1999年：《非常保鑣》 《命轉情真》
- 2000年：《夢想成真》
- 2001年：《錦繡良緣》
- 2002年：《洛神》 《絕世好爸》
- 2003年：《金牌冰人》
- 2004年：《青出於藍》
- 2005年：《心花放》 《胭脂水粉》
- 2006年：《法證先鋒》
- 2007年：《突圍行動》 《爸爸閉翳》
- 2008年：《法證先鋒II》 《Click入黃金屋》
- 2009年：《宮心計》
- 2010年：《公主嫁到》
- 2011年：《法證先鋒III》
- 2012年：《當旺爸爸》
- 2018年：《宮心計2深宮計》（方俊華合監）
- 2020年：《法證先鋒IV》（方俊華合監）

## 編劇

### 電視劇（中國大陸）
- 2014年：《衛子夫》

## 幕前演出
- 2024年：《逆天奇案2》飾 梅芳青（特別演出）[7]

## 獎項
- 2010年萬千星輝頒獎典禮-最佳劇集 《公主嫁到》
- 第九届中国电视观众节-2014年度观众最喜爱的十大电视剧-《衛子夫》
- 第7届海峡影视剧-《衛子夫》

## 節目嘉賓
- 2022年：《好聲好戲2》（第三組主席評判）

## 外部連結
- 梅小青LV的新浪微博
- 梅小青在豆瓣上的资料（简体中文）
- 梅小青在时光网上的簡介（简体中文）
- 2009年TVB新剧大盘点  （页面存档备份，存于）